# Němčičky (powiat Brno)
Němčičky – gmina w Czechach, w powiecie Brno, w kraju południowomorawskim. Według danych z dnia 1 stycznia 2014 liczyła 321 mieszkańców.